# Creu de terme de les Forques
La Creu de terme de les Forques és una creu de terme d'Anglesola (Urgell) inclosa a l'Inventari del Patrimoni Arquitectònic de Catalunya.

## Descripció
La Creu del Falder és molt peculiar pel que fa a la seva decoració artística. Tant la graonada en forma de cub, com el plint i com el canó vuitavat és d'època relativament moderna, però la corona i la creu serien originals de finals del segle xvi.
La decoració artística del capitell està formada per un fris vuitavat, que gira al voltant de l'eix vertical de la creu on es representen vuit escultures exemptes. A diferència d'altres creus de l'època, aquestes no es troben inserides en cap receptacle o altre element arquitectònic que els protegeixi. L'únic que s'observa, en la part superior d'algunes testes, són unes fulles adossades que podria ser pàmpols, dividides per una tija sobresortint i caracteritzades per dos forats a banda i banda d'aquesta. Les figures que s'hi representen són de difícil identificació iconogràfica, ja que la majoria estant en un estat d'erosió força destacable que dificulta una possible interpretació. L'única cosa que es pot apreciar és que la majoria són figures masculines, a excepció d'alguna de femenina, i que entre les seves mans ensenyen grans escuts amb anagrames variats en el seu interior. Un dels pocs que es pot distingir amb claredat és la representació d'un corn. La resta estan totalment erosionats pel pas del temps.
La creu presenta una decoració original. Els quatre braços rectes estan decorats a base d'un motiu vegetal retallat, destacant una vegada més la tija central. Al centre de la creuera, a l'anvers hi ha Crist Crucificat i al revers, s'observa la Mare de Déu coronada amb el Nen Jesús al seu braç esquerre, el qual està parcialment mutilat, igual que el braç dret de la Verge, que és inexistent.

## Història
Aquesta creu de terme seria un clar testimoni on se soterraven les despulles dels penjats o s'hi enterraven els infants que morien sense batejar. Diu la tradició que la creu que hi ha al costat de l'església abans estava al "lloc de les forques". Per això és anomenada Creu de Faldar, Creu de la Falda de Sant Pere o Creu de les Forques.